# Edinboro
Edinboro è un comune (Home Rule Municipality) degli Stati Uniti d'America, situato nello stato della Pennsylvania, nella contea di Erie.